# Płowienie
Płowienie (lessivage, proces płowienia, przemywania, lessiważ) – proces glebotwórczy polegający na przemieszczaniu przez wodę opadową cząstek iłu koloidalnego w głąb profilu glebowego. Jego efektem jest powstanie poziomów eluwialnego (przemycia) i iluwialnego (wmywania).
Aby proces lessiważu mógł zachodzić, materiał, z którego powstała gleba musi zawierać pewną ilość frakcji iłu oraz jednocześnie wykazywać dobrą przepuszczalność wodną (co dyskwalifikuje zarówno piaski luźne jak i ciężkie gliny i iły). Konieczne jest również wcześniejsze wymycie węglanów poza obręb profilu glebowego, przez co płowienie zazwyczaj odbywa się już przy słabo kwaśnym odczynie gleby. Proces ten zachodzi w klimacie wilgotnym, zapewniającym odpowiednio dużo wody opadowej do zachodzenia procesu. Naturalną roślinnością porastającą gleby, w których zachodzi przemywanie, są wielogatunkowe lasy liściaste i mieszane.
Proces lessiważu polega na mechanicznym wymyciu z górnej części profilu glebowego cząsteczek iłu (dawniej nazywanego iłem koloidalnym) przez wsiąkającą wodę opadową bez ich wcześniejszego rozkładu. W jego efekcie powstaje jaśniejszy, uboższy w najdrobniejszą frakcję poziom eluwialny (przemywania, wymywania, płowy) – luvic. Pod nim powstaje poziom, w którym akumulują się przemieszczone cząstki – poziom iluwialny (wmywania, teksturalny) – argic (argillic). Jest on zazwyczaj ciemniejszy, bardziej zbity i ma wyraźniejszą strukturę. Zazwyczaj można w nim dojrzeć, gołym okiem lub pod lupą, otoczki na agregatach glebowych i wyściółki wewnątrz porów powstałe z osadzających się w uporządkowany sposób blaszkowatych minerałów ilastych. Poziom iluwialny może posiadać różną formę: argic o względnie równoległych do powierzchni terenu granicach, glossic z głębokimi zaciekami (językami) poziomu eluwialnego, fragic (fragipan) w postaci twardych i kruchych bloków pomiędzy zaciekami. 
Skutkiem zachodzenia procesu lessiważu jest powstawanie gleb płowych.